# Guam nos Jogos Olímpicos de Inverno de 1988
Guam participou dos Jogos Olímpicos de Inverno de 1988 em Calgary, no Canadá. Foi a única participação do país em Jogos Olímpicos de Inverno.

## Desempenho

### Biatlo
| Atleta       | Evento                    | Final   | Final |
| Atleta       | Evento                    | Tempo   | Pos.  |
| ------------ | ------------------------- | ------- | ----- |
| Judd Bankert | Individual 10km masculino | 45:37.1 | 71º   |